# Yaguareté-abá
Yaguareté-abá ou Capiango é uma criatura da mitologia guarani. A origem do nome está na língua guarani onde "yaguareté" é um dos nomes pelo qual é conhecida a onça pintada; e "abá" ou "avá" significa "homem". Também chamado de Homem-Tigre ou Homem-Leopardo, trata-se de um mito comum do nordeste argentino e do Gran Chaco onde um bruxo se transforma em uma onça pintada (ou yaguareté, no original). A raiz do mito está na adoração que os indígenas tinham por estes animais.
O yaguareté-abá tem uma pequena relação com o lobisomem, já que em ambos os casos, a criatura mitológica é um ser humano que se transforma em uma besta.
A lenda conta que trata-se de bruxos que, mediante o uso de um couro de felino, incenso e penas de galinha, seriam capazes de se transformar em uma criatura metade felino e metade humano. Em uma moita começam a realizar um ritual, andando da esquerda a direita sobre o couro, rezando um credo, enquanto vão mudado de aspecto. Após a transformação, saem para caçar e, após devorada a presa, retornam a sua forma original, realizando o mesmo ritual mas, dessa vez, em sentido inverso, da direita para a esquerda.
Supostamente, as extremidades do corpo do yaguareté-abá correspondem a um ser humano, enquanto que parte de trás é larga e sem pelos. Ele é descrito como um felino de traços comum com uma dimensão maior e um caráter assassino. É dada a ele também a característica da falta de cabelo perto da testa e uma cauda muito curta ou sem cauda. Ele se alimenta de carne humana, mula ou de vaca. Era muito temido já que supostamente roubava as fazendas. Ao morrer o yaguareté-abá volta de imediato à forma humana. Para mata-lo são necessárias balas ou um facão que tenham sido abençoados; em seguida, a criatura deve ser decapitada.